# パチンコ10番勝負
『パチンコ10番勝負』（パチンコじゅうばんしょうぶ）は、双葉社が発行する日本の漫画雑誌。2005年5月創刊。2014年1月発売の2月号で通常発行は休止しているが、その後の特別号が2回発行されている。毎月9日発売。発行部数は公称20万部。
パチンコ漫画誌。巻頭・巻末には新機種情報や攻略コラムなどが同社の『パチンコ攻略マガジン』の提供で掲載される。増刊号の『爆裂!!パチンコ10番勝負』（2009年創刊）が奇数月の25日に隔月刊で出版されている。

## 連載作品
- 7色ダンディズム（塚原洋一）
- ROUTE378爆走中!!!（南山本春）
- カモラレ（ザビエル山田）
- ドンキホーテの妻（谷村ひとし）
- パチ猿（猿山長七郎）
- パチンココロシアム（谷村ひとし）
- パチンコ タチバナの野望（橘かおる）
- あるパチ～の（サダタロー）
- おきらくパチリアン（サクライマイコ）
- おつバト!（榊間おつぶ）
- くま子爆裂注意（加藤くま子）
- ごちそう10番勝負（高梨くみ）
- ぱちヲタ！（カワサキカオリ）
- ぱち式 真ラスベガスへの道（市川ヒロシ）
- まあなのノリパチ∞（赤坂まあな）
- 甘デジなめんなよ!!（たなべみか）
- 歩いてぱちろう（のんた丸孝）
- 奥さまはパ女（クレイアンヌ）
- 超 これが女のハマリ道（なすのちぐさ）

## 過去の連載作品
- BARプレミア（塚原洋一）
- MAX女闘士（ひとみ翔）
- 10番勝負で10番勝負 パチ10！（赤坂まあな）
- イベントにかけろ！（ちゅうじょうゆきよし）
- パチスタントはなしお（のんた丸孝）
- パチママアワー（みつのなな）
- パチママエブリデー（みつのなな）
- パチリーマンのススメ!!（塚原洋一）
- プロジェクトHHH（ちゅうじょうゆきよし）
- いい旅パチ気分（サダタロー）
- おつぶの10番勝負で3番勝負（榊間おつぶ）
- 打つ前に勝て！（あぎじゅんこ）
- 勝ち女への道!（クレイアンヌ）
- 今日も快晴！連チャン日和（あぎじゅんこ）
- 昨日の負けは今日の糧（あぎじゅんこ）
- 新台野郎Vチーム（やすくに）
- 所沢ストローク（水野トビオ）
- 人間確率LABO（加藤くま子）
- 攻略ライターエミ 微笑みの法則（監修：エミ、作画：のんた丸孝）

## 関連誌
- 『パチンコ攻略マガジン』 - パチンコ攻略誌。毎月第2第4木曜日発売。